# Place de la République (Hyères)
La place de la République est une voie de la commune française d'Hyères dans le département du Var.

## Situation et accès
Cette place peut être décrite comme étant presque rectangulaire sur une mesure de 30–40 m de large et 100 m de long. Elle est bordée au nord par la rue de la République et au sud par la place Georges Clemenceau ; sur cette partie sud et à droite se situe la porte de la Rade.
Les côtés (ouest et est) sont lignés par des constructions du XIXe siècle, mais surtout, en partie nord, par le palais de justice construit en 1861, devenu le Point d'Accès au Droit, et l'église Saint-Louis, devenue paroissiale en 1842. La place (anciennement place Royale, puis place Napoléon) a été jointe lors de travaux répertoriés en 1810-1812, avec la place Clemenceau (anciennement place de la Rade), par un escalier.

## Historique
Il s'agit d'une place publique qui a été créée à l'emplacement du cimetière et du jardin du couvent des Cordeliers lorsque celui-ci a été vendu comme bien national en 1792.  
En 1845, 1857, 1897, divers projets de monuments en modifieront l'aspect. 